# Gare de Saint-Géniès-de-Malgoirès
Gare de Saint-Géniès-de-Malgoirès vasútállomás Franciaországban, Saint-Geniès-de-Malgoirès településen.

## Vasútvonalak
Az állomást az alábbi vasútvonalak érintik:
- Saint-Germain-des-Fossés-Nîmes-Courbessac-vasútvonal

## Kapcsolódó állomások
A vasútállomáshoz az alábbi állomások vannak a legközelebb:
- Gare de Nozières - Brignon (Gare de Saint-Germain-des-Fossés, Saint-Germain-des-Fossés-Nîmes-Courbessac-vasútvonal)
- Gare de Fons - Saint-Mamert (Gare de Nîmes, Saint-Germain-des-Fossés-Nîmes-Courbessac-vasútvonal)